# Archibald Maule Ramsay
Archibald Henry Maule Ramsay, auch Jock, (* 4. Mai 1894; † 11. März 1955) war ein Offizier der British Army und später für die Scottish Unionist Party Parlamentsmitglied im britischen Unterhaus. Unter der Defence Regulation 18B war er während des Krieges von 1940 bis 1945 interniert.

## Familie und frühe Jahre
Ramsay entstammte als Nachkomme der Earls of Dalhousie einer aristokratischen Familie (Peerage of Scotland). Er besuchte das Eton College und die Royal Military Academy Sandhurst und trat 1913 in die Coldstream Guards ein. Bei Ausbruch des Ersten Weltkrieges diente er zwei Jahre in Frankreich. Er erhielt eine schwere Kopfverletzung und wurde an das War Office in London versetzt. Hier lernte er Hon. Ismay Preston, die Tochter des ehemaligen Gouverneurs von Britisch-Guyana und Tasmanien, Jenico William Joseph Preston, 14. Viscount Gormanston, und die Witwe nach Lord Ninian Crichton-Stuart, der im Krieg gefallen war, kennen. Beide heirateten.
Gegen Kriegsende diente Ramsay an der British War Mission in Paris. Im Rang eines Captain verließ er 1920 die Armee. In den 1920er Jahren arbeitete er als Direktor einer Firma, lebte auf Kellie Castle bei Arbroath, Angus und wurde aktives Mitglied der Conservative Party. In den Wahlen 1931 wurde Ramsay als Abgeordneter für Peeblesshire gewählt. Obwohl charmant und ein überzeugender Redner, erreichte er als höchste Position die Mitgliedschaft im Potato Marketing Board der Regierung.

## Spanischer Bürgerkrieg
Bei Ausbruch des Spanischen Bürgerkrieges war Ramsay wegen des Antiklerikalismus der spanischen Republikaner und ihrer Angriffe auf die römisch-katholische Kirche Unterstützer der Nationalisten unter Franco.
Im Parlament wies er auf die, wie er es sah, verzerrte Darstellung der Zweiten Spanischen Republik in der Berichterstattung der BBC und die Verbindung der Republikaner mit der Sowjetunion hin.
Ende 1937 formierte Ramsay die „United Christian Front“, um Angriffen auf das Christentum, „welche von Moskau ausgehen“, zu begegnen. Viele bekannte Peers und Kirchenvertreter traten ihr bei; allerdings wurde die Organisation auch in einem Brief an The Times von religiösen Führern wie William Temple (Erzbischof von York) und Donald Soper kritisiert. Sie argumentierten, dass sie die christliche Einheit zwar unterstützen, aber eine Organisation mit dem Hauptfokus auf den Spanischen Bürgerkrieg „einen Blickwinkel offenbart, der uns unbegründet scheint“.
Ramsay wurde der Plan einer Konferenz der Freidenker in London 1938, organisiert von der International Federation of Freethinkers, bekannt. Zusammen mit Unterstützern im Parlament nannte er das eine von einer Moskauer Organisation einberufene „gottlose Konferenz“. Am 28. Juni 1938 bat er um Erlaubnis für eine Private Member’s Bill, die „Aliens Restriction (Blasphemy) Bill“, die er mit 165 gegen 134 Stimmen gewann. Damit wurden ausländische Konferenzteilnehmer an der Einreise gehindert.

## Antisemitismus
Ramsays Gegnerschaft zum Kommunismus ließ ihn nach dem Umgang damit in anderen Ländern suchen. Am 13. Januar 1938 hielt er eine Rede im Arbroath Business Club, in der er darlegte, dass Hitlers Antipathie gegen Juden aus seinem Wissen entstanden sei, dass „die wirkliche Macht hinter der Dritten Internationale eine Gruppe revolutionärer Juden ist“. Im gleichen Jahr las er The Rulers of Russia von Rev. Denis Fahey, in welchem behauptet wurde, dass von 59 Mitgliedern des ZK der KPdSU 1935 56 Juden und die anderen mit Juden verheiratet waren.
Zur selben Zeit entwickelte er Sympathien für NS-Deutschland: In The Times verteidigte er im September 1938 das Recht des Sudetenlandes auf Selbstbestimmung.
Am 15. November wurde Ramsay zu einem Lunch in der deutschen Botschaft in London eingeladen, wo er einige bekannte britische Sympathisanten NS-Deutschlands, wie Barry Domvile, traf. Im Dezember brachte er eine weitere Private Member’s Bill ein, die „Companies Act (1929) Amendment Bill“, welche forderte, dass Geschäftsanteile an Nachrichtenagenturen und Zeitungen offen und nicht durch Vertreter zu halten sind. In seiner Rede zur Unterstützung des Gesetzes erklärte er, dass die Presse von „internationalen Financiers“ aus New York manipuliert und kontrolliert würde, die „dieses Land in den Krieg stoßen“. Ramsay erhielt mit einem Votum von 154 zu 104 Stimmen die Erlaubnis das Gesetz einzubringen. Das Journal der Imperial Fascist League, The Fascist, erklärte im Dezember 1938, dass Ramsay nun „Jew-wise“ geworden wäre, womit gemeint war, dass er von einer jüdischen Konspiration überzeugt sei.

## Kontroverse
Am 10. Januar 1939 hielt Hon. Mrs. Ismay Ramsay eine Rede im Arbroath Business Club, in der sie erklärte, dass die nationale Presse „größtenteils unter jüdischer Kontrolle“ sei, dass „eine internationale Gruppe von Juden … hinter der Weltrevolution in jedem einzelnen Land stehe“ und dass Hitler „seine Gründe für das, was er tat, gehabt hat“. Die Rede erschien in einer Lokalzeitung und erregte die Aufmerksamkeit des Rabbis von Schottland, Dr. Salis Daiches, der in The Scotsman Mrs. Ramsay aufforderte, Beweise vorzulegen. Diese zitierte daraufhin Rev. Faheys Buch. Der Disput dauerte, inklusive eines Briefs von elf Vertretern der Church of Scotland im County of Peeble, die die Ansichten ihres Abgeordneten zurückwiesen, einen Monat.
Einige Mitglieder der Conservative Association in Peebles waren über die negativen Schlagzeilen nicht erfreut, Ramsay, der versicherte, er werde weiter ein Unterstützer Neville Chamberlains und der nationalen Bewegung sein, sprach nun eher auf privaten Veranstaltungen. Am 27. April sprach er vor der rechten Nordic League in Kilburn, welche Chamberlain für die Einführung der Wehrpflicht „auf Betreiben der Juden“ attackierten, zudem sei die Conservative Party „angewiesen auf … jüdisches Geld“.

## Der Right Club
Aufgrund der Kontroverse im Januar entschied Ramsay andere Wege zu gehen. Im Mai 1939 gründete er 'The Right Club' und vermerkte dessen Mitglieder in einem verschließbaren Buch mit rotem Ledereinband. Es enthielt 135 Personen einer männlichen und 100 Personen einer weiblichen Namensliste.
Die Mitgliederliste enthielt ein breites Spektrum jener, die als antibolschewistisch und antisemitisch bekannt waren (etwa William Joyce), Personen, die mit dieser Vorstellung sympathisierten wie auch Freunde Ramsays, die eventuell eintraten ohne dessen Ziele zu kennen.
Die ersten Treffen leitete Arthur Wellesley, 5. Duke of Wellington. Das Logo des Clubs stellte, zusammen mit den Initialen P.J. ('Perish Judah'), einen Adler dar, der eine Schlange ergreift.
Zur Zeit der Club-Gründung berichtete ein Reporter des Daily Worker, der eine Rede Ramsays für die Nordic League in Wigmore Hall verfolgte, dass dieser unter Applaus ein Ende der jüdischen Kontrolle für notwendig hielt „... und, wenn nicht konstitutionell, werden wir es mit Stahl tun.“ Das Magazin John Bull und die Lokalzeitung Peeblesshire Advertiser nahmen den Bericht auf und forderte von Ramsay, die Aussage zurückzunehmen oder sich zu erklären. Ramsay verwies als Beweis jüdischer Kontrolle darauf, dass drei Häuser die Versammlung abgelehnt hatten, bevor sie dann in Wigmore Hall stattfand.

## Kriegsbeginn
Als Kriegsminister Leslie Hore-Belisha, 1. Baron Hore-Belisha, im Januar 1940 entlassen wurde, verteilte Ramsay im House of Commons Kopien des Magazins Truth, in dem darauf hingewiesen wurde, dass die Entlassung nicht zuträfe (tatsächlich hatte Hore-Belisha, dem das Handelsministerium angeboten worden war, das Ministry of Information angestrebt). Die bedauernden Artikel in vielen Zeitungen zu der Entlassung erklärte Ramsay als Beweis für die jüdische Kontrolle der Presse.
Ramsay nahm, bis diese von Oswald Mosley und seinen Anhängern dominiert wurden, an verschiedenen geheimen Treffen von Kriegsopponenten teil. Der Right Club vertrieb in der Zeit des Sitzkrieges Flugblätter und Aufkleber. Ramsay begründete das später mit dem Ziel, „die Atmosphäre des Sitzkrieges in einen ehrenvollen Verhandlungsfrieden zu wandeln“. Neben einem Gedicht, das er am zweiten Tag der britischen Kriegserklärung, dem 4. September 1939, geschrieben hatte („Land of dope and Jewry ...“), waren die Slogans „Krieg zerstört Arbeiter“ und „Das ist ein Krieg der Juden“. Auf einigen der Flugblätter stand, dass es „die nackte Wahrheit ist, dass dieser Krieg von den Juden zur Erlangung der Weltmacht und aus Rache geplant und inszeniert wurde.“

## House of Commons
Im Parlament griff Ramsay die Etablierung der Defence Regulation 18B an und opponierte gegen die Verhaftung des antisemitischen Redners Richard A. V. 'Jock' Houston unter dem Public Order Act 1936. Am 20. März 1940 stellte er eine Frage zu einer deutschen Propagandastation mit exakter Angabe der Radiofrequenz, was allgemein als Werbung verstanden wurde.
Am 9. Mai bat er um Schutz durch das Home Secretary (Innenministerium), „da er sich weigere, sich durch die Hetze der jüdisch gelenkten Presse niedertrampeln zu lassen.“ Sein zunehmender Antisemitismus wurde von der Labour Party in die Unterhaus-Debatten getragen.

## Internierung
Einer der letzten Mitglieder des Right Club wurde Tyler Kent, ein Verschlüsselungsexperte der amerikanischen Botschaft in London. Ramsay gab Kent, der diplomatische Immunität genoss, zur Verwahrung das Mitgliedsbuch. Dieser war allerdings durch den britischen MI5 in Verdacht geraten, die Geheimkorrespondenz zwischen US-Präsident Roosevelt und Winston Churchill kopiert zu haben, so dass dessen Haus, nach der Aufhebung seiner Immunität unter Zustimmung Botschafter Joseph P. Kennedys, am 20. Mai 1940 durchsucht wurde.
Das dabei aufgefundene Mitgliedsbuch Ramsays erzeugte erhebliche Unruhe in der Regierung Churchill, da die Möglichkeit bestand, dass Kent die bei ihm gefundenen Unterlagen weitergereicht hatte. Da Ramsay Parlamentarierprivilegien besaß, hätte die Regierung deren Veröffentlichung nicht verhindern können. Die Unterlagen der Tyler-Kent-Affäre bewiesen, dass Roosevelt unter Umgehung der Neutralitätsgesetze durch Kontakt mit einem 'kriegführenden Land' die US-Kriegsteilnahme forcierte, was bei Bekanntwerden im Kongress vermutlich seine Amtsenthebung gezeitigt hätte. Da Churchill aus Geldmangel dringend des Leih- und Pachtgesetzes bedurfte, um den Krieg fortzusetzen, wäre die Absetzung Roosevelts, der innenpolitisch gegen Isolationisten wie das America First Committee zu kämpfen hatte, zum Problem für Großbritannien geworden. Churchills Kabinett entschied deshalb die Regulation 18B auszuweiten, um 'nichtloyale Personen' inhaftieren zu können.
Ramsay wurde aufgrund der Defence Regulation 18B am 23. Mai verhaftet und in das Gefängnis Brixton eingewiesen. Um seine Reputation zu wahren, engagierte er einen Anwalt der Kanzlei Oswald Hicksons, der eine Anzahl aus dem gleichen Grund Inhaftierter, wie etwa den Labour-Politiker Ben Greene, vertrat. Als Lord Marley im House of Lords Ramsay „den von Hitler erwählten Gauleiter für Schottland im Fall einer Invasion“ nannte, klagte die Kanzlei.
Als 18B-Inhaftierter war Ramsays einzige Möglichkeit zur Entlassung ein Gesuch an das Advisory Committee unter Norman Birkett, 1. Baron Birkett, der das jedoch ablehnte. Einige von Ramsays Parlamentskollegen argumentierten, dass es sich bei der Inhaftierung um eine Verletzung der Abgeordnetenimmunität handelt, weshalb der Fall an das Committee of Privileges überwiesen wurde. Das Komitee stellte am 9. Oktober keine Verletzung fest.

## Beleidigungsprozess
Im Juli 1940 publizierte die New York Times einen Artikel über „Großbritanniens Fünfte Kolonne“, nach dem „informierte amerikanische Kreise sagen, dass er (Ramsay) landesverräterische Informationen, die er von Tyler Kent erhalten hat, an die deutsche Gesandtschaft in Dublin übermittelte.“
Ramsay klagte wegen Beleidigung und übler Nachrede gegen die Zeitung, die im Prozess vom Juli 1941 keine Beweise liefern konnte und den Prozess verlor. Der Richter erkannte ihm den üblichen Farthing, aber auch die Kosten des Verfahrens und der Strafverfolgung zu, während die New York Times £75 an das Gericht zahlte.
Ramsays beschädigte sich im Prozess allerdings durch seine Aussagen. Er bekräftigte seine Loyalität zu Großbritannien, auf die Frage aber, ob er wünsche, dass der Nazismus geschlagen werde, antwortete er, indem er 'Nazismus' durch 'Deutschland' ersetzte: 'Nicht nur Deutschland, auch die jüdische Gefahr.' Der Richter kam zum Schluss, dass Hitler Ramsay einen 'Freund' nennen würde und dass er in Herz und Seele „unloyal gegenüber seinem König, der Regierung und den Menschen“ sei.
Als Folge des Prozesses ersetzte ihn seine lokale Conservative Association durch David Robertson, den Abgeordneten Streathams, der es aber zu teuer fand in zwei Wahlkreisen Steuern zu zahlen und deshalb im Oktober 1942 aufgab.

## Weiteres
Nach verschiedenen Versuchen, teils zusammen mit anderen 18B-Gefangenen, wurde Ramsay am 26. September 1944 entlassen. Zuvor war sein ältester Sohn Alec als Mitglied der Scots Guards im August 1943 in Südafrika an Lungenentzündung gestorben. Der Vater kehrte nach Westminster zurück und nahm seinen Parlamentssitz wieder ein. Er rief zu einer Wiedererrichtung des Statute of Jewry Edwards des Ersten von 1275 auf und verlor in den Britischen Unterhauswahlen 1945 seinen Sitz.
1952 schrieb Archibald Maule Ramsay eine Autobiografie.